# Кокцинулы
Кокцинулы (лат. Coccinula) — род божьих коровок из подсемейства Coccinellinae. Род был выделен Добржанским в 1925 году из рода Coccinella. Жуки с широкоовальным телом. Бёдра и коготки но чёрные. Бедренный линии расходятся V или U-образно. Эпистерны заднегруди светлые.

## Систематика
В составе рода:
- Coccinula crotchi
- Coccinula elegantula — Коровка монгольская
- Coccinula oresitropha
- Coccinula principalis
- Coccinula redimita — Коровка горная
- Coccinula quatuordecimguttata
- Coccinula quatuordecimpustulata (Linnaeus, 1758) — Коровка четырнадцатипятнистая
- Coccinula sinensis
- Coccinula sinuatomarginata (Faldermann, 1837) — Коровка окаймлённая